# 2017 en Chine
Cet article présente les faits marquants de l'année 2017 en Chine.

## Évènements
- 26 mars : élection du chef de l'exécutif de Hong Kong.
- 24 juin : important glissement de terrain à Xinmo dans le Sichuan[1].
- 8 août : séisme meurtrier dans le Sichuan.
- 19 - 24 août : le typhon Hato fait 24 morts dans le sud du pays.
- 17 septembre : élections législatives à Macao.
- 18 octobre : ouverture du dix-neuvième congrès national du Parti communiste.